# Soyouz TMA-16M
Soyouz TMA-16M est une mission spatiale dont le lancement a eu lieu le 27 mars 2015 depuis le cosmodrome de Baïkonour. Elle a transporté trois membres de l'Expédition 43 vers la Station spatiale internationale (ISS).
Soyouz TMA-16M s'est séparé de l'ISS à 21:29 UTC le 11 septembre 2015. L'atterrissage a eu lieu au Kazakhstan le 12 septembre 2015 à 00:51 UTC.

## Équipage
Décollage
- Commandant : Guennadi Padalka  (5),  Russie
- Ingénieur de vol 1 : Mikhaïl Kornienko (2),  Russie
- Ingénieur de vol 2 : Scott Kelly (4),  États-Unis

Atterrissage
- Commandant : Guennadi Padalka  (5),  Russie
- Ingénieur de vol 1: Andreas Mogensen (1),  Danemark
- Ingénieur de vol 2: Aïdyn Aimbetov (1),  Kazakhstan[1]

Le chiffre entre parenthèses indique le nombre de vols spatiaux effectués par l'astronaute, Soyouz TMA-16M inclus.